# Vilde dyr i byen
|  | Denne artikel er oprettet af botten Steenthbot ud fra en ekstern database. Den kan derfor have sproglige fejl eller mangler. Denne skabelon kan fjernes efter kontrol af indholdet. |

Vilde dyr i byen er en dansk naturfilm fra 1971 instrueret af Tue Ritzau efter eget manuskript.

## Handling
I København kan man træffe mange vilde dyr, som har tilpasset sig miljøet. Ikke alene duer og spurve men også ræv, grævling, egern og rotter færdes hjemmevant blandt menneskene i byen.